# Saint-Étienne-la-Geneste
Saint-Étienne-la-Geneste è un comune francese di 87 abitanti situato nel dipartimento della Corrèze nella regione della Nuova Aquitania.

## Società

### Evoluzione demografica
Abitanti censiti